# Cá hồi Ohrid
Cá hồi Ohrid (danh pháp hai phần: Salmo letnica) là một loài cá hồi nước ngọt sinh sống ở khu vực Albania và Macedonia, đặc biệt là tại hồ Ohrid, tại các độ sâu từ 60–80 m. Chúng có thể dài tới 76 cm và cân nặng 6,5 kg. Là loài khá mắn đẻ, chúng mất khoảng từ 1,5 đến 4,5 năm để có thể tăng gấp đôi quần thể. Thời gian sinh sản khoảng tháng 1 đến tháng 2 hàng năm.